# Арлінгтон-Гайтс (Огайо)
Арлінгтон-Гайтс (англ. Arlington Heights) — селище (англ. village) в США, в окрузі Гамільтон штату Огайо. Населення — 823 особи (2020).

## Географія
Арлінгтон-Гайтс розташований за координатами 39°12′55″ пн. ш. 84°27′20″ зх. д. / 39.21528° пн. ш. 84.45556° зх. д. (39.215184, -84.455503).  За даними Бюро перепису населення США в 2010 році селище мало площу 0,69 км², уся площа — суходіл.

## Демографія
Згідно з переписом 2010 року, у селищі мешкало 745 осіб у 329 домогосподарствах у складі 180 родин. Густота населення становила 1074 особи/км².  Було 382 помешкання (551/км²).
Расовий склад населення:
| - 80,7 % — білих - 14,8 % — чорних або афроамериканців - 0,4 % — азіатів - 0,1 % — вихідців з тихоокеанських островів |

До двох чи більше рас належало 3,6 %. Частка іспаномовних становила 0,9 % від усіх жителів.
За віковим діапазоном населення розподілялося таким чином: 23,1 % — особи молодші 18 років, 66,0 % — особи у віці 18—64 років, 10,9 % — особи у віці 65 років та старші. Медіана віку мешканця становила 36,3 року. На 100 осіб жіночої статі у селищі припадало 99,2 чоловіків;  на 100 жінок у віці від 18 років та старших — 101,8 чоловіків також старших 18 років.
Середній дохід на одне домашнє господарство  становив 48 169 доларів США (медіана — 38 750), а середній дохід на одну сім'ю — 50 327 доларів (медіана — 40 764). Медіана доходів становила 31 781 долар для чоловіків та 37 000 доларів для жінок. За межею бідності перебувало 15,3 % осіб, у тому числі 22,6 % дітей у віці до 18 років та 5,4 % осіб у віці 65 років та старших.
Цивільне працевлаштоване населення становило 468 осіб. Основні галузі зайнятості: виробництво — 23,5 %, освіта, охорона здоров'я та соціальна допомога — 17,9 %, роздрібна торгівля — 9,8 %, мистецтво, розваги та відпочинок — 8,5 %.